# Springeberg
Springeberg ist ein Ortsteil der Gemeinde Woltersdorf im Landkreis Oder-Spree in Brandenburg. Der Ortsteil ist nach dem Landvorsprung Springeberg am Westufer des Flakensees benannt.

## Geographie und Grenzen
Der Ortsteil Springeberg liegt südlich von Woltersdorf am Westufer des Flakensees. Im Süden und Westen grenzt er nicht direkt an die Stadt Erkner, sondern an den Berliner Ortsteil Rahnsdorf, der südlich von Springeberg bis an den Flakensee heranreicht. Direkt am Springeberg befindet sich auch der östlichste Punkt von Berlin.

## Geschichte
Der Springeberg sowie die umgebende Forst gehörten seit dem Mittelalter nicht zu einem Dorf, sondern zur Burg Köpenick. 1753 wird erstmals der Bau eines Hauses am Springberg durch den Hausmann Hildebrandt aus Woltersdorf erwähnt. 1762 ließ der Postknecht Johann Gottlieb Hiltebrand ließ seinen Sohn in der Woltersdorfer Kirche taufen. Die Bewohner lebten nicht in Woltersdorf, sondern am Ostrand der Erknerschen Heide die Teil des Domänenamtes Köpenick war. 1805 wird Springberg als Büdner-Etablissement mit 2 Einliegern und 2 Feuerstellen genannt. Die Bewohner gingen zur Kirche und Schule nach Woltersdorf. Als um 1900 die Wohnplätze von Gutsbezirken Gemeindebezirken zugeordnet werden sollten, kam für Springeberg die Frage auf, ob die Siedlung nach Erkner oder Woltersdorf eingemeindet werden sollte. Die Springeberger verweigerten anfangs eine Eingemeindung, da sie höhere Steuern befürchteten. Trotzdem wurde Springeberg am 1. September 1909 nach Woltersdorf eingemeindet.

## Einwohner
| Jahr | Einwohner | Eigentümer |
| ---- | --------- | ---------- |
| 1805 | 10        | 2          |
| 1840 | 22        | 4          |
| 1851 | 23        | 7          |
| 1870 | 25        | 4          |
| 1909 | 30        | 5          |
| 1925 | 56        | 6          |